# Saison 2014-2015 du FC Metz
Maillots
Dernière mise à jour : 21 juin 2014.
Chronologie
Saison précédente Saison suivante
Le FC Metz joue, lors de la saison 2014-2015, en Ligue 1. Cette saison voit le club s'engager dans trois compétitions que sont la Ligue 1, la Coupe de France et la Coupe de la Ligue.

## Historique
Au mercato estival 2014, des joueurs importants lors des deux dernières années quittent le club comme Fauvergue (option non levée), Inez et Bourgeois, tous deux en fin de contrat et qui ne sont pas renouvelés, Eduardo qui décide de raccrocher les crampons à bientôt 34 ans. Diafra Sakho, reste indécis quant à un départ, et ne cache pas son envie de changer d'air et après plusieurs semaines d'incertitude, il quitte le navire grenat pour la Premier League en rejoignant West Ham à deux jours de la reprise du championnat. Du côté des arrivées, le club officialise le transfert de l'attaquant Juan Falcón en provenance de Zamora FC (Venezuela) ainsi que du défenseur argentin José Luis Palomino en provenance des Argentinos Juniors, Jonathan Rivierez, défenseur du Havre AC, le jeune milieu défensif de Lorient, Cheick Doukouré ainsi que Guirane N'Daw qui a réalisé plusieurs années en Ligue 1. En plus de ces transferts, le FC Metz s'associe avec un club mythique en Argentine : River Plate qui permettra de faire venir Federico Andrada sous forme de prêt pour la saison.
Revenu de très loin en étant en National deux ans plus tôt, les messins ont désormais pour défi de se maintenir dans l'élite du football français.
La saison débute par un match très difficile puisque pour ce faire, les protégés d'Albert Cartier se déplacent au stade Pierre-Maurroy pour la première journée de championnat afin d'affronter le LOSC, habitué des premières places en championnat. Privés de Ahmed Kashi et Kevin Lejeune blessés, les messins subissent les assauts lillois mais résisterons jusqu'à la fin notamment grâce à une très belle prestation du gardien Johann Carrasso pour ramener le point du match nul (0-0). La semaine suivante lors du premier match de Ligue 1 à Saint-Symphorien depuis six saisons, les messins sont tenus en échec par le FC Nantes (1-1) qui ouvre le score dès la 2e minute de jeu grâce à un geste très chanceux de Veretout dix minute avant que Falcón obtienne un penalty transformé par N'Gbakoto. Pour le second déplacement, Metz se rend à La Mosson pour affronter Montpellier mais malgré une très bonne première période messine marqué notamment par un penalty manqué de Kevin Lejeune repoussé par le montant droit, les grenats s'incline 2-0. Ils sont punis de leur inefficacité devant le but adverse en encaissant un coup franc direct juste avant la pause et le but du KO dans les derniers instants du match. Dans la semaine qui suit, le FC Metz enregistre le prêt d'un an avec option d'achat de l’international malien Modibo Maïga en provenance de West Ham afin de renforcer son secteur offensif ainsi que le transfert du milieu de terrain biélorusse Sergueï Krivets en provenance du BATE Borissov. La première victoire de la saison ne se fait plus attendre et se déroule à domicile face à Lyon (2-1) lors de la quatrième journée : pourtant mené au score, Metz renverse la vapeur en quatre minutes grâce à un penalty de Yeni N'Gbakoto (82e) et une formidable tête plongeante de Falcón (86e). Durant la trêve internationale qui suit, le club à la croix de Lorraine réalise un gros coup en recrutant un ultime joueur de grande qualité en la personne de l'ancien international français Florent Malouda. Le fait qu'il soit libre depuis la rupture de son contrat avec le club turc de Trabzonspor lui a permis de signer après la fin de la période du mercato. L'ancien joueur des Bleus n'est pas qualifié pour le déplacement à Nice dans un match où Metz tient le point du match nul jusqu'à ce qu'une mauvaise passe en retrait de Milan au bout du temps additionnel permette aux Niçois de remporter cruellement la rencontre.
La journée suivante, les grenats reçoivent le SC Bastia et s'imposent 3-1 sous une très belle ambiance avec le premier match de Florent Malouda sous le maillot messin. Sergueï Krivets ouvre le score pour son premier but avec Metz et c'est Guido Milan qui redonnera l'avantage aux siens sous l'ovation du public après son erreur de la semaine passée. Falcón servi pas Krivets enfonça le clou de la victoire.
Dans le cadre de la 7e journée, les messins remportent leur premier succès à l'extérieur face à Guingamp grâce à Gaëtan Bussmann qui signe son premier but en Ligue 1, pour mener 1-0. Toujours sur sa lancée, Metz accueille le stade de Reims pour la 8e journée. Après quelques minutes de jeu le 3e gardien du stade de Reims se blesse à son tour, l’entraîneur est contraint de faire rentré Cyriak Garel (4e gardien) évoluant habituellement en Division d'honneur. Les Messins en confiance s'offrent plusieurs occasions jusqu'à l'ouverture du score de la tête par Falcón à la 51e sur un magnifique centre de Gaëtan Bussmann. . Dans la foulée, à la réception d'un centre de, Ensuite, Kashi double la mise en inscrivant une tête sublime, imparable pour le gardien sur un centre de Gaëtan Bussmann identique au premier. Dans le temps additionnel Falcón place un troisième but ainsi que son premier doublé. C'est sur le score de 3-0 que le FC Metz signe sa 3e victoire consécutive en une semaine. Mais cette série est stoppée net à Annecy face à l'ETG lors d'une soirée cauchemardesque où les grenats s'inclinent cruellement 3-0 avec un but contre son camp de Cheick Doukouré dès son entrée en seconde période, puis un penalty généreux accordé aux locaux avant le but du ko en fin de match. Deux semaines plus tard, avec pas moins de cinq absents du onze de départ habituel (Carrasso, Lejeune et Falcón blessés ainsi que Métanire et N'Daw suspendus), Metz reçoit le Stade Rennais et aucune des deux formations n'ont trouvées le chemin des filets (0-0). Le dimanche suivant, à Saint-Étienne, fidèle à lui-même en déplacement, le FC Metz est bien trop timide offensivement et montre clairement venir chercher le point du match nul et sera puni pour la peine dans le dernier quart d'heure de la rencontre et repartira bredouille de la Loire ce qui fait que les messins n'auront pris qu'un seul point sur leurs trois dernières rencontre. Ils se rassurent dans la semaine en Coupe de la Ligue pour les seizième de finale à Nice en menant 3-0 au bout de moins de vingt minutes de jeu mais quelques minutes plus tard, avec une défense très remaniée et qui montre trop de lacune ainsi qu'un Carrasso qui revient de blessure, les messins vont encaisser deux buts coup sur coup qui peuvent être qualifiés de cadeau. En fin de match, un penalty est sifflé à juste titre pour les niçois pour inscrire le 3-3 mais malgré cette remonté pourtant évitable, Metz s'imposera 3-2 aux tirs au but après trente minutes de prolongation.
Le samedi suivant, lors de la réception de Caen, Modibo Maïga signe ses premiers buts sous ses nouvelles couleurs et réalise un doublé pour l'occasion. Mais comme à Nice, Metz est rejoint au score en fin de match mais bénéficiera d'un penalty obtenu par le double buteur grenat du soir à deux minutes de la fin du temps réglementaire qui sera transformé par Florent Malouda pour son premier but avec le FC Metz et son premier but en Ligue 1 depuis mai 2007.

## Avant-saison

### Objectif du club
Le club a vécu deux montées consécutives du National à la Ligue 1, et a comme objectif cette saison le maintien dans l'élite après six saisons d'absence à ce niveau.

### Matchs amicaux d'avant saison
| Date                     | Lieu                                   | Adversaire            | Score | Buteurs Metz                                      |
| ------------------------ | -------------------------------------- | --------------------- | ----- | ------------------------------------------------- |
| Samedi 5 juillet 2014    | Amnéville - Stade Municipal            | CSO Amnéville         | 2-3   | Juan Falcón 9e · Fadil Sido 23e · Kwamé N'Sor 61e |
| Vendredi 11 juillet 2014 | Chambon-sur-Lignon - Stade Municipal   | AS Saint-Etienne      | 3-1   | José Luis Palomino 79e                            |
| Samedi 19 juillet 2014   | Seraing (Belgique) - Stade du Pairay   | Sporting Charleroi *  | 2-1   | Juan Falcón 58e                                   |
| Samedi 19 juillet 2014   | Seraing (Belgique) - Stade du Pairay   | Seraing United *      | 2-2   | Leandro Martinez 24e · Bouna Sarr 78e             |
| Jeudi 24 juillet 2014    | Saint-Avold - Stade Municipal          | UNFP **               | 3-0   | Fadil Sido 36e 87e · Moussa Gueye 40e             |
| Vendredi 25 juillet 2014 | Mulhouse - Stade de l'Ill              | FC Sochaux            | 1-2   | Juan Falcón 5e                                    |
| Mercredi 30 juillet 2014 | Virton (Belgique) - Stade Yvan Georges | Stade de Reims        | 1-1   | Yeni N'Gbakoto 56e                                |
| Samedi 2 août 2014       | Gaillard - Stade Salvatore Mazzeo      | Evian Thonon Gaillard | 0-1   | Bouna Sarr 89e                                    |

* Double match amical 

** Équipe composée de joueurs en rupture de contrat et qui restent sans club durant l'inter-saison

## Matchs amicaux en cours de saison
| Date                      | Lieu                                         | Adversaire            | Score | Buteurs Metz                                                 |
| ------------------------- | -------------------------------------------- | --------------------- | ----- | ------------------------------------------------------------ |
| Vendredi 5 septembre 2014 | Niederkorn - Stade Jos Haupert               | FC Progrès Niederkorn | 1-1   | Modibo Maïga 15e                                             |
| Vendredi 10 octobre 2014  | Thionville - Stade de Guentrange             | FC Kaiserslautern     | 3-3   | Federico Andrada 9e · Modibo Maïga 18e · Cheick Doukouré 55e |
| Vendredi 14 novembre 2014 | Calais - Stade de l'Epopée                   | Sporting Charleroi    | 1-0   | Guirane N'Daw 33e                                            |
| Vendredi 27 mars 2015     | Longeville-lès-Metz - Stade Saint-Symphorien | Seraing United        | 2-1   | Thibaut Vion 83eAlexis Larrière 87e                          |

## Sponsors / Partenaires
- Nike : Équipementier principal
- Volvo Theobald Trucks : Sponsor maillot principal
- Inter-conseil - Intérim : Sponsor maillots secondaire
- Bigben Interactive
- Leclerc Moselle
- Le Républicain lorrain
- Conseil Général de la Moselle
- La Région Lorraine

## Transferts
| Été                |               |                        |                      |
| Nom                | Nationalité   | Provenance/Destination | Division             |
| Arrivées           |               |                        |                      |
| Juan Falcón        | Venezuela     | Zamora FC              | Primera División     |
| José Luis Palomino | Argentine     | Argentinos Juniors     | Primera División     |
| Jonathan Rivierez  | France        | Le Havre AC            | Ligue 2              |
| Cheick Doukouré    | France        | FC Lorient             | Ligue 1              |
| David Oberhauser   | France        | AC Ajaccio             | Ligue 1              |
| Guirane N'Daw      | Sénégal       | Asteras Tripolis       | Superleague          |
| Sergueï Krivets    | Biélorussie   | FC BATE Borissov       | Vysshaya Liga        |
| Florent Malouda    | France        | Trabzonspor            | Spor toto Süper Lig  |
| Prêts              |               |                        |                      |
| Federico Andrada   | Argentine     | CA River Plate         | Primera División     |
| Modibo Maïga       | Mali          | West Ham United        | Premier League       |
| Retour de prêts    |               |                        |                      |
| Moussa Gueye       | Sénégal       | Académica              | Liga ZON Sagres      |
| Ali Bamba          | Côte d'Ivoire | RC Strasbourg          | National             |
| Départs            |               |                        |                      |
| Alhassane Keita    | Guinée        | K Lierse SK            | Jupiler Pro League   |
| Luciano Teixeira   | Guinée-Bissau | GD Chaves              | Segunda Liga         |
| Diafra Sakho       | Sénégal       | West Ham United        | Premier League       |
| Fins de Contrat    |               |                        |                      |
| Romain Inez        | France        | Botev Plovdiv          | TBI A Football Group |
| Thibaut Bourgeois  | France        | CA Bastia              | National             |
| Retraite           |               |                        |                      |
| Eduardo            | Brésil        | /                      | /                    |
| Prêts              |               |                        |                      |
| Samy Kehli         | France        | Seraing United         | Proximus League      |
| Thomas Didillon    | France        | Seraing United         | Proximus League      |
| Popoola Saliu      | Nigeria       | Seraing United         | Proximus League      |
| Abdallah N'Dour    | Sénégal       | RC Strasbourg          | National             |
| Médéric Deher      | France        | Luçon                  | National             |
| Moussa Gueye       | Sénégal       | Seraing United         | Proximus League      |
| Mayoro N’Doye      | Sénégal       | RC Strasbourg          | National             |
| Fin de prêt        |               |                        |                      |
| Nicolas Fauvergue  | France        | AC Ajaccio             | Ligue 2              |

| Hiver                   |             |                        |          |
| Nom                     | Nationalité | Provenance/Destination | Division |
| Arrivées                |             |                        |          |
| Jānis Ikaunieks         | Lettonie    | FK Liepājas            | Virslīga |
| Fakhreddine Ben Youssef | Tunisie     | CS Sfaxien             | Ligue I  |
| Ferjani Sassi           | Tunisie     | CS Sfaxien             | Ligue I  |
| Prêts                   |             |                        |          |
| -                       | -           | -                      | -        |
| Départs                 |             |                        |          |
| Maxwell Cornet          | France      | Olympique lyonnais     | Ligue 1  |
| Prêts                   |             |                        |          |
| -                       | -           | -                      | -        |

## Saison

### Championnat

#### Classement
| Rang | Équipe                       | Pts | J  | G  | N  | P  | Bp | Bc | Diff |
| ---- | ---------------------------- | --- | -- | -- | -- | -- | -- | -- | ---- |
| 1    | Paris Saint-Germain FC T'S'L | 83  | 38 | 24 | 11 | 3  | 83 | 36 | +47  |
| 2    | Olympique lyonnais           | 75  | 38 | 22 | 9  | 7  | 72 | 33 | +39  |
| 3    | AS Monaco FC                 | 71  | 38 | 20 | 11 | 7  | 51 | 26 | +25  |
| 4    | Olympique de Marseille       | 69  | 38 | 21 | 6  | 11 | 76 | 42 | +34  |
| 5    | AS Saint-Etienne             | 69  | 38 | 19 | 12 | 7  | 51 | 30 | +21  |
| 6    | FC Girondins de Bordeaux     | 63  | 38 | 17 | 12 | 9  | 47 | 44 | +3   |
| 7    | Montpellier HSC              | 56  | 38 | 16 | 8  | 14 | 46 | 39 | +7   |
| 8    | Lille OSC                    | 56  | 38 | 16 | 8  | 14 | 43 | 42 | +1   |
| 9    | Stade rennais                | 50  | 38 | 13 | 11 | 14 | 35 | 42 | -7   |
| 10   | En Avant Guingamp            | 49  | 38 | 15 | 4  | 19 | 41 | 55 | -14  |
| 11   | OGC Nice                     | 48  | 38 | 13 | 9  | 16 | 44 | 53 | -9   |
| 12   | SC Bastia                    | 47  | 38 | 12 | 11 | 15 | 37 | 46 | -9   |
| 13   | SM CaenP                     | 46  | 38 | 12 | 10 | 16 | 54 | 55 | -1   |
| 14   | FC Nantes                    | 45  | 38 | 11 | 12 | 15 | 29 | 40 | -11  |
| 15   | Stade de Reims               | 44  | 38 | 12 | 8  | 18 | 47 | 66 | -19  |
| 16   | FC Lorient                   | 43  | 38 | 12 | 7  | 19 | 44 | 50 | -6   |
| 17   | Toulouse FC                  | 42  | 38 | 12 | 6  | 20 | 43 | 64 | -21  |
| 18   | Evian Thonon Gaillard FC     | 37  | 38 | 11 | 4  | 23 | 41 | 62 | -21  |
| 19   | FC MetzP                     | 30  | 38 | 7  | 9  | 22 | 31 | 61 | -30  |
| 20   | RC LensP                     | 29  | 38 | 7  | 8  | 23 | 32 | 61 | -29  |

Qualifications européennes
Ligue des champions 2015-2016
- 1er et 2e du championnat : phase de groupes
- 3e du championnat : troisième tour pour non-champions

Ligue Europa 2015-2016
- vainqueur de la Coupe de France : phase de groupes
- 4e du championnat : troisième tour de qualification
- vainqueur de la Coupe de la Ligue : troisième tour de qualification

Relégation en Ligue 2
- 18e, 19e et 20e du championnat

Abréviations
- T : Tenant du titre
- C : Vainqueur de la Coupe de France 2015
- L : Vainqueur de la Coupe de la Ligue 2015
- S : Vainqueur du Trophée des champions 2014
- P : Promus de Ligue 2 2013-2014

#### Les matchs
| 1re journée       | Lille OSC | 0 - 0   | FC Metz |                                                                           |                                                                           |
| 9 août 2014 21h00 |           | (0 - 0) |         | Stade Pierre-Mauroy, Lille Spectateurs : 34 327 Arbitrage : Fredy Fautrel | Stade Pierre-Mauroy, Lille Spectateurs : 34 327 Arbitrage : Fredy Fautrel |
| 9 août 2014 21h00 | (rapport) |         |         | Stade Pierre-Mauroy, Lille Spectateurs : 34 327 Arbitrage : Fredy Fautrel | Stade Pierre-Mauroy, Lille Spectateurs : 34 327 Arbitrage : Fredy Fautrel |

| 2e journée         | FC Metz                   | 1 - 1   | FC Nantes          |                                                                                |                                                                                |
| 16 août 2014 20h00 | Yeni N'Gbakoto 12e (pen.) | (1 - 1) | Jordan Veretout 2e | Stade Saint-Symphorien, Metz Spectateurs : 20 329 Arbitrage : Alexandre Castro | Stade Saint-Symphorien, Metz Spectateurs : 20 329 Arbitrage : Alexandre Castro |
| 16 août 2014 20h00 | (rapport)                 |         |                    | Stade Saint-Symphorien, Metz Spectateurs : 20 329 Arbitrage : Alexandre Castro | Stade Saint-Symphorien, Metz Spectateurs : 20 329 Arbitrage : Alexandre Castro |

| 3e journée         | Montpellier HSC                         | 2 - 0 | FC Metz |                                                                                  |                                                                                  |
| 23 août 2014 20h00 | Siaka Tiene 44e · Souleymane Camara 89e | (1-0) |         | Stade de la Mosson, Montpellier Spectateurs : 12 337 Arbitrage : Anthony Gautier | Stade de la Mosson, Montpellier Spectateurs : 12 337 Arbitrage : Anthony Gautier |
| 23 août 2014 20h00 | (rapport)                               |       |         | Stade de la Mosson, Montpellier Spectateurs : 12 337 Arbitrage : Anthony Gautier | Stade de la Mosson, Montpellier Spectateurs : 12 337 Arbitrage : Anthony Gautier |

| 4e journée         | FC Metz                                     | 2 - 1   | Olympique lyonnais      |                                                                            |                                                                            |
| 31 août 2014 17h00 | Yeni N'Gbakoto 82e (pen.) · Juan Falcón 86e | (0 - 0) | Alexandre Lacazette 68e | Stade Saint-Symphorien, Metz Spectateurs : 20 168 Arbitrage : Ruddy Buquet | Stade Saint-Symphorien, Metz Spectateurs : 20 168 Arbitrage : Ruddy Buquet |
| 31 août 2014 17h00 | (rapport)                                   |         |                         | Stade Saint-Symphorien, Metz Spectateurs : 20 168 Arbitrage : Ruddy Buquet | Stade Saint-Symphorien, Metz Spectateurs : 20 168 Arbitrage : Ruddy Buquet |

| 5e journée              | OGC Nice               | 1 - 0   | FC Metz |                                                                     |                                                                     |
| 13 septembre 2014 20h00 | Alexy Bosetti 90e (+4) | (0 - 0) |         | Allianz Riviera, Nice Spectateurs : 18 019 Arbitrage : Tony Chapron | Allianz Riviera, Nice Spectateurs : 18 019 Arbitrage : Tony Chapron |
| 13 septembre 2014 20h00 | (rapport)              |         |         | Allianz Riviera, Nice Spectateurs : 18 019 Arbitrage : Tony Chapron | Allianz Riviera, Nice Spectateurs : 18 019 Arbitrage : Tony Chapron |

| 6e journée              | FC Metz                                                 | 3 - 1   | SC Bastia       |                                                                                 |                                                                                 |
| 20 septembre 2014 20h00 | Sergueï Krivets 14e · Guido Milán 64e · Juan Falcón 74e | (1 - 1) | Floyd Ayité 42e | Stade Saint-Symphorien, Metz Spectateurs : 18 605 Arbitrage : Sébastien Desiage | Stade Saint-Symphorien, Metz Spectateurs : 18 605 Arbitrage : Sébastien Desiage |
| 20 septembre 2014 20h00 | (rapport)                                               |         |                 | Stade Saint-Symphorien, Metz Spectateurs : 18 605 Arbitrage : Sébastien Desiage | Stade Saint-Symphorien, Metz Spectateurs : 18 605 Arbitrage : Sébastien Desiage |

| 7e journée              | EA Guingamp | 0 - 1   | FC Metz             |                                                                               |                                                                               |
| 24 septembre 2014 19h00 |             | (0 - 1) | Gaëtan Bussmann 24e | Stade de Roudourou, Guingamp Spectateurs : 12 712 Arbitrage : Stéphane Lannoy | Stade de Roudourou, Guingamp Spectateurs : 12 712 Arbitrage : Stéphane Lannoy |
| 24 septembre 2014 19h00 | (rapport)   |         |                     | Stade de Roudourou, Guingamp Spectateurs : 12 712 Arbitrage : Stéphane Lannoy | Stade de Roudourou, Guingamp Spectateurs : 12 712 Arbitrage : Stéphane Lannoy |

| 8e journée              | FC Metz                                    | 3 - 0   | Stade de Reims |                                                                             |                                                                             |
| 27 septembre 2014 20h00 | Juan Falcón 50e 90e (+2) · Ahmed Kashi 70e | (0 - 0) |                | Stade Saint-Symphorien, Metz Spectateurs : 18 273 Arbitrage : Olivier Thual | Stade Saint-Symphorien, Metz Spectateurs : 18 273 Arbitrage : Olivier Thual |
| 27 septembre 2014 20h00 | (rapport)                                  |         |                | Stade Saint-Symphorien, Metz Spectateurs : 18 273 Arbitrage : Olivier Thual | Stade Saint-Symphorien, Metz Spectateurs : 18 273 Arbitrage : Olivier Thual |

| 9e journée           | Evian Thonon Gaillard FC                                              | 3 - 0   | FC Metz |                                                                                   |                                                                                   |
| 4 octobre 2014 20h00 | Cheick Doukouré 62e (csc) · Daniel Wass 75e (pen.) · Gianni Bruno 81e | (0 - 0) |         | Parc des Sports d'Annecy, Annecy Spectateurs : 10 937 Arbitrage : Lionel Jaffredo | Parc des Sports d'Annecy, Annecy Spectateurs : 10 937 Arbitrage : Lionel Jaffredo |
| 4 octobre 2014 20h00 | (rapport)                                                             |         |         | Parc des Sports d'Annecy, Annecy Spectateurs : 10 937 Arbitrage : Lionel Jaffredo | Parc des Sports d'Annecy, Annecy Spectateurs : 10 937 Arbitrage : Lionel Jaffredo |

| 10e journée           | FC Metz   | 0 - 0   | Stade rennais |                                                                             |                                                                             |
| 18 octobre 2014 20h00 |           | (0 - 0) |               | Stade Saint-Symphorien, Metz Spectateurs : 18 074 Arbitrage : Mikael Lesage | Stade Saint-Symphorien, Metz Spectateurs : 18 074 Arbitrage : Mikael Lesage |
| 18 octobre 2014 20h00 | (rapport) |         |               | Stade Saint-Symphorien, Metz Spectateurs : 18 074 Arbitrage : Mikael Lesage | Stade Saint-Symphorien, Metz Spectateurs : 18 074 Arbitrage : Mikael Lesage |

| 11e journée           | AS Saint-Étienne     | 1 - 0   | FC Metz |                                                                                           |                                                                                           |
| 26 octobre 2014 17h00 | Max-Alain Gradel 74e | (0 - 0) |         | Stade Geoffroy-Guichard, Saint-Étienne Spectateurs : 33 991 Arbitrage : Sébastien Moreira | Stade Geoffroy-Guichard, Saint-Étienne Spectateurs : 33 991 Arbitrage : Sébastien Moreira |
| 26 octobre 2014 17h00 | (rapport)            |         |         | Stade Geoffroy-Guichard, Saint-Étienne Spectateurs : 33 991 Arbitrage : Sébastien Moreira | Stade Geoffroy-Guichard, Saint-Étienne Spectateurs : 33 991 Arbitrage : Sébastien Moreira |

| 12e journée             | FC Metz                                           | 3 - 2   | SM Caen                                 |                                                                                 |                                                                                 |
| 1er novembre 2014 20h00 | Modibo Maïga 10e 50e · Florent Malouda 90e (pen.) | (1 - 0) | Jean Calve 65e · Bengali-Fodé Koïta 83e | Stade Saint-Symphorien, Metz Spectateurs : 17 864 Arbitrage : Nicolas Rainville | Stade Saint-Symphorien, Metz Spectateurs : 17 864 Arbitrage : Nicolas Rainville |
| 1er novembre 2014 20h00 | (rapport)                                         |         |                                         | Stade Saint-Symphorien, Metz Spectateurs : 17 864 Arbitrage : Nicolas Rainville | Stade Saint-Symphorien, Metz Spectateurs : 17 864 Arbitrage : Nicolas Rainville |

| 13e journée           | Toulouse FC                                                      | 3 - 0   | FC Metz |                                                                     |                                                                     |
| 8 novembre 2014 20h00 | Pantxi Sirieix 3e · Wissam Ben Yedder 61e · Aleksandar Pešić 72e | (1 - 0) |         | Stadium, Toulouse Spectateurs : 16 412 Arbitrage : Franck Schneider | Stadium, Toulouse Spectateurs : 16 412 Arbitrage : Franck Schneider |
| 8 novembre 2014 20h00 | (rapport)                                                        |         |         | Stadium, Toulouse Spectateurs : 16 412 Arbitrage : Franck Schneider | Stadium, Toulouse Spectateurs : 16 412 Arbitrage : Franck Schneider |

| 14e journée            | FC Metz                             | 2 - 3   | Paris Saint-Germain                                                  |                                                                             |                                                                             |
| 21 novembre 2014 20h30 | Modibo Maïga 49e (pen.), 53e (pen.) | (0 - 2) | Javier Pastore 9e · Gaëtan Bussmann 16e (csc) · Ezequiel Lavezzi 84e | Stade Saint-Symphorien, Metz Spectateurs : 25 012 Arbitrage : Fredy Fautrel | Stade Saint-Symphorien, Metz Spectateurs : 25 012 Arbitrage : Fredy Fautrel |
| 21 novembre 2014 20h30 | (rapport)                           |         |                                                                      | Stade Saint-Symphorien, Metz Spectateurs : 25 012 Arbitrage : Fredy Fautrel | Stade Saint-Symphorien, Metz Spectateurs : 25 012 Arbitrage : Fredy Fautrel |

| 15e journée            | RC Lens                                            | 2 - 0   | FC Metz |                                                                           |                                                                           |
| 29 novembre 2014 20h00 | Alharbi El Jadeyaoui 65e · Benjamin Bourigeaud 79e | (0 - 0) |         | Stade de la Licorne, Amiens Spectateurs : 8 922 Arbitrage : Philippe Kalt | Stade de la Licorne, Amiens Spectateurs : 8 922 Arbitrage : Philippe Kalt |
| 29 novembre 2014 20h00 | (rapport)                                          |         |         | Stade de la Licorne, Amiens Spectateurs : 8 922 Arbitrage : Philippe Kalt | Stade de la Licorne, Amiens Spectateurs : 8 922 Arbitrage : Philippe Kalt |

| 16e journée           | FC Metz   | 0 - 0   | Girondins de Bordeaux |                                                                                 |                                                                                 |
| 3 décembre 2014 19h00 |           | (0 - 0) |                       | Stade Saint-Symphorien, Metz Spectateurs : 17 866 Arbitrage : Sébastien Moreira | Stade Saint-Symphorien, Metz Spectateurs : 17 866 Arbitrage : Sébastien Moreira |
| 3 décembre 2014 19h00 | (rapport) |         |                       | Stade Saint-Symphorien, Metz Spectateurs : 17 866 Arbitrage : Sébastien Moreira | Stade Saint-Symphorien, Metz Spectateurs : 17 866 Arbitrage : Sébastien Moreira |

| 17e journée           | Olympique de Marseille                                       | 3 - 1   | FC Metz             |                                                                           |                                                                           |
| 7 décembre 2014 21h00 | André-Pierre Gignac 43e · André Ayew 59e · Dimitri Payet 92e | (1 - 0) | Florent Malouda 46e | Stade Vélodrome, Marseille Spectateurs : 45 537 Arbitrage : Wilfried Bien | Stade Vélodrome, Marseille Spectateurs : 45 537 Arbitrage : Wilfried Bien |
| 7 décembre 2014 21h00 | (rapport)                                                    |         |                     | Stade Vélodrome, Marseille Spectateurs : 45 537 Arbitrage : Wilfried Bien | Stade Vélodrome, Marseille Spectateurs : 45 537 Arbitrage : Wilfried Bien |

| 18e journée            | FC Lorient                                                       | 3 - 1   | FC Metz            |                                                                           |                                                                           |
| 13 décembre 2014 20h00 | Jordan Ayew 13e · Raphael Guerreiro 37e · Benjamin Jeannot 45+1e | (3 - 0) | Yeni N'Gbakoto 46e | Stade du Moustoir, Lorient Spectateurs : 11 507 Arbitrage : Mikael Lesage | Stade du Moustoir, Lorient Spectateurs : 11 507 Arbitrage : Mikael Lesage |
| 13 décembre 2014 20h00 | (rapport)                                                        |         |                    | Stade du Moustoir, Lorient Spectateurs : 11 507 Arbitrage : Mikael Lesage | Stade du Moustoir, Lorient Spectateurs : 11 507 Arbitrage : Mikael Lesage |

| 19e journée            | FC Metz   | 0 - 1   | AS Monaco                     |                                                                               |                                                                               |
| 20 décembre 2014 20h00 |           | (0 - 0) | Yannick Ferreira Carrasco 79e | Stade Saint-Symphorien, Metz Spectateurs : 18 354 Arbitrage : Lionel Jaffredo | Stade Saint-Symphorien, Metz Spectateurs : 18 354 Arbitrage : Lionel Jaffredo |
| 20 décembre 2014 20h00 | (rapport) |         |                               | Stade Saint-Symphorien, Metz Spectateurs : 18 354 Arbitrage : Lionel Jaffredo | Stade Saint-Symphorien, Metz Spectateurs : 18 354 Arbitrage : Lionel Jaffredo |

| 20e journée           | FC Nantes | 0 - 0   | FC Metz |                                                                                  |                                                                                  |
| 11 janvier 2015 17h00 |           | (0 - 0) |         | Stade de la Beaujoire, Nantes Spectateurs : 28 100 Arbitrage : Bartolomeu Varela | Stade de la Beaujoire, Nantes Spectateurs : 28 100 Arbitrage : Bartolomeu Varela |
| 11 janvier 2015 17h00 | (rapport) |         |         | Stade de la Beaujoire, Nantes Spectateurs : 28 100 Arbitrage : Bartolomeu Varela | Stade de la Beaujoire, Nantes Spectateurs : 28 100 Arbitrage : Bartolomeu Varela |

| 21e journée           | FC Metz                                         | 2 - 3   | Montpellier HSC                  |                                                                                |                                                                                |
| 17 janvier 2015 20h00 | Yeni N'Gbakoto 20e (pen.) · Gaëtan Bussmann 39e | (2 - 1) | Lucas Barrios 17e (pen.) 53e 69e | Stade Saint-Symphorien, Metz Spectateurs : 16 786 Arbitrage : Alexandre Castro | Stade Saint-Symphorien, Metz Spectateurs : 16 786 Arbitrage : Alexandre Castro |
| 17 janvier 2015 20h00 | (rapport)                                       |         |                                  | Stade Saint-Symphorien, Metz Spectateurs : 16 786 Arbitrage : Alexandre Castro | Stade Saint-Symphorien, Metz Spectateurs : 16 786 Arbitrage : Alexandre Castro |

| 22e journée           | Olympique lyonnais                                    | 2 - 0   | FC Metz |                                                                       |                                                                       |
| 25 janvier 2015 14h00 | Alexandre Lacazette 31e (pen.) · Corentin Tolisso 83e | (1 - 0) |         | Stade de Gerland, Lyon Spectateurs : 36 580 Arbitrage : Olivier Thual | Stade de Gerland, Lyon Spectateurs : 36 580 Arbitrage : Olivier Thual |
| 25 janvier 2015 14h00 | (rapport)                                             |         |         | Stade de Gerland, Lyon Spectateurs : 36 580 Arbitrage : Olivier Thual | Stade de Gerland, Lyon Spectateurs : 36 580 Arbitrage : Olivier Thual |

| 23e journée           | FC Metz   | 0 - 0   | OGC Nice |                                                                             |                                                                             |
| 31 janvier 2015 20h00 |           | (0 - 0) |          | Stade Saint-Symphorien, Metz Spectateurs : 15 115 Arbitrage : Mikael Lesage | Stade Saint-Symphorien, Metz Spectateurs : 15 115 Arbitrage : Mikael Lesage |
| 31 janvier 2015 20h00 | (rapport) |         |          | Stade Saint-Symphorien, Metz Spectateurs : 15 115 Arbitrage : Mikael Lesage | Stade Saint-Symphorien, Metz Spectateurs : 15 115 Arbitrage : Mikael Lesage |

| 24e journée          | SC Bastia                                       | 2 - 0   | FC Metz |                                                                              |                                                                              |
| 7 février 2015 20h00 | François Kamano 65e · Ryad Boudebouz 79e (pen.) | (0 - 0) |         | Stade Armand-Cesari, Bastia Spectateurs : 11 399 Arbitrage : Stéphane Lannoy | Stade Armand-Cesari, Bastia Spectateurs : 11 399 Arbitrage : Stéphane Lannoy |
| 7 février 2015 20h00 | (rapport)                                       |         |         | Stade Armand-Cesari, Bastia Spectateurs : 11 399 Arbitrage : Stéphane Lannoy | Stade Armand-Cesari, Bastia Spectateurs : 11 399 Arbitrage : Stéphane Lannoy |

| 25e journée           | FC Metz   | 0 - 2   | EA Guingamp                               |                                                                             |                                                                             |
| 15 février 2015 17h00 |           | (0 - 2) | Christophe Mandanne 26e · Jérémy Pied 39e | Stade Saint-Symphorien, Metz Spectateurs : 20 252 Arbitrage : Benoît Millot | Stade Saint-Symphorien, Metz Spectateurs : 20 252 Arbitrage : Benoît Millot |
| 15 février 2015 17h00 | (rapport) |         |                                           | Stade Saint-Symphorien, Metz Spectateurs : 20 252 Arbitrage : Benoît Millot | Stade Saint-Symphorien, Metz Spectateurs : 20 252 Arbitrage : Benoît Millot |

| 26e journée           | Stade de Reims | 0 - 0   | FC Metz |                                                                             |                                                                             |
| 22 février 2015 17h00 |                | (0 - 0) |         | Stade Auguste-Delaune, Reims Spectateurs : 14 000 Arbitrage : Wilfried Bien | Stade Auguste-Delaune, Reims Spectateurs : 14 000 Arbitrage : Wilfried Bien |
| 22 février 2015 17h00 | (rapport)      |         |         | Stade Auguste-Delaune, Reims Spectateurs : 14 000 Arbitrage : Wilfried Bien | Stade Auguste-Delaune, Reims Spectateurs : 14 000 Arbitrage : Wilfried Bien |

| 27e journée           | FC Metz        | 1 - 2   | Evian Thonon Gaillard FC                    |                                                                             |                                                                             |
| 28 février 2015 20h00 | Bouna Sarr 45e | (1 - 1) | Johann Carrasso 26e (csc) · Gilles Sunu 73e | Stade Saint-Symphorien, Metz Spectateurs : 16 286 Arbitrage : Philippe Kalt | Stade Saint-Symphorien, Metz Spectateurs : 16 286 Arbitrage : Philippe Kalt |
| 28 février 2015 20h00 | (rapport)      |         |                                             | Stade Saint-Symphorien, Metz Spectateurs : 16 286 Arbitrage : Philippe Kalt | Stade Saint-Symphorien, Metz Spectateurs : 16 286 Arbitrage : Philippe Kalt |

| 28e journée       | Stade rennais     | 1 - 0   | FC Metz |                                                                                      |                                                                                      |
| 3 mars 2015 20h00 | Paul-Georges Ntep | (1 - 0) |         | Stade de la route de Lorient, Rennes Spectateurs : 17 174 Arbitrage : Antony Gautier | Stade de la route de Lorient, Rennes Spectateurs : 17 174 Arbitrage : Antony Gautier |
| 3 mars 2015 20h00 | (rapport)         |         |         | Stade de la route de Lorient, Rennes Spectateurs : 17 174 Arbitrage : Antony Gautier | Stade de la route de Lorient, Rennes Spectateurs : 17 174 Arbitrage : Antony Gautier |

| 29e journée        | FC Metz                                | 2 - 3   | AS Saint-Étienne                                           |                                                                                 |                                                                                 |
| 14 mars 2015 17h00 | Kevin Lejeune 56e · Yeni N'Gbakoto 91e | (0 - 2) | Max-Alain Gradel 38e · Mevlüt Erding 42e · Yohan Mollo 80e | Stade Saint-Symphorien, Metz Spectateurs : 16 721 Arbitrage : Nicolas Rainville | Stade Saint-Symphorien, Metz Spectateurs : 16 721 Arbitrage : Nicolas Rainville |
| 14 mars 2015 17h00 | (rapport)                              |         |                                                            | Stade Saint-Symphorien, Metz Spectateurs : 16 721 Arbitrage : Nicolas Rainville | Stade Saint-Symphorien, Metz Spectateurs : 16 721 Arbitrage : Nicolas Rainville |

| 30e journée        | SM Caen   | 0 - 0   | FC Metz |                                                                               |                                                                               |
| 21 mars 2015 20h00 |           | (0 - 0) |         | Stade Michel-d'Ornano, Caen Spectateurs : 15 810 Arbitrage : Alexandre Castro | Stade Michel-d'Ornano, Caen Spectateurs : 15 810 Arbitrage : Alexandre Castro |
| 21 mars 2015 20h00 | (rapport) |         |         | Stade Michel-d'Ornano, Caen Spectateurs : 15 810 Arbitrage : Alexandre Castro | Stade Michel-d'Ornano, Caen Spectateurs : 15 810 Arbitrage : Alexandre Castro |

| 31e journée        | FC Metz                    | 3 - 2   | Toulouse FC                                     |                                                                                 |                                                                                 |
| 4 avril 2015 20h00 | Modibo Maïga 25e, 42e, 54e | (2 - 1) | Wissam Ben Yedder 22e · Tongo Hamed Doumbia 90e | Stade Saint-Symphorien, Metz Spectateurs : 20 072 Arbitrage : Bartolomeu Varela | Stade Saint-Symphorien, Metz Spectateurs : 20 072 Arbitrage : Bartolomeu Varela |
| 4 avril 2015 20h00 | (rapport)                  |         |                                                 | Stade Saint-Symphorien, Metz Spectateurs : 20 072 Arbitrage : Bartolomeu Varela | Stade Saint-Symphorien, Metz Spectateurs : 20 072 Arbitrage : Bartolomeu Varela |

| 32e journée         | Paris Saint-Germain                                                 | 3 - 1   | FC Metz          |                                                                        |                                                                        |
| 28 avril 2015 21h00 | Marco Verratti 25e · Edinson Cavani 42e · Gregory van der Wiel 77e, | (2 - 0) | Modibo Maïga 53e | Parc des Princes, Paris Spectateurs : 46 337 Arbitrage : Mikaël Lesage | Parc des Princes, Paris Spectateurs : 46 337 Arbitrage : Mikaël Lesage |
| 28 avril 2015 21h00 | (rapport)                                                           |         |                  | Parc des Princes, Paris Spectateurs : 46 337 Arbitrage : Mikaël Lesage | Parc des Princes, Paris Spectateurs : 46 337 Arbitrage : Mikaël Lesage |

| 33e journée         | FC Metz                                                        | 3 - 1   | RC Lens              |                                                                               |                                                                               |
| 18 avril 2015 20h00 | Florent Malouda 13e · Bouna Sarr 57e (pen.) · Modibo Maïga 79e | (1 - 0) | Aristote Madiani 89e | Stade Saint-Symphorien, Metz Spectateurs : 16 875 Arbitrage : Frank Schneider | Stade Saint-Symphorien, Metz Spectateurs : 16 875 Arbitrage : Frank Schneider |
| 18 avril 2015 20h00 | (rapport)                                                      |         |                      | Stade Saint-Symphorien, Metz Spectateurs : 16 875 Arbitrage : Frank Schneider | Stade Saint-Symphorien, Metz Spectateurs : 16 875 Arbitrage : Frank Schneider |

| 34e journée         | Girondins de Bordeaux | 1 - 1   | FC Metz           |                                                                                  |                                                                                  |
| 25 avril 2015 20h00 | Wahbi Khazri 83e      | (0 - 1) | Ferjani Sassi 24e | Stade Chaban-Delmas, Bordeaux Spectateurs : 22 708 Arbitrage : Sebastien Desiage | Stade Chaban-Delmas, Bordeaux Spectateurs : 22 708 Arbitrage : Sebastien Desiage |
| 25 avril 2015 20h00 | (rapport)             |         |                   | Stade Chaban-Delmas, Bordeaux Spectateurs : 22 708 Arbitrage : Sebastien Desiage | Stade Chaban-Delmas, Bordeaux Spectateurs : 22 708 Arbitrage : Sebastien Desiage |

| 35e journée        | FC Metz   | 0 - 2   | Olympique de Marseille       |                                                                             |                                                                             |
| 1er mai 2015 20h30 |           | (0 - 1) | André-Pierre Gignac 38e, 62e | Stade Saint-Symphorien, Metz Spectateurs : 23 190 Arbitrage : Benoît Millot | Stade Saint-Symphorien, Metz Spectateurs : 23 190 Arbitrage : Benoît Millot |
| 1er mai 2015 20h30 | (rapport) |         |                              | Stade Saint-Symphorien, Metz Spectateurs : 23 190 Arbitrage : Benoît Millot | Stade Saint-Symphorien, Metz Spectateurs : 23 190 Arbitrage : Benoît Millot |

| 36e journée      | FC Metz   | 0 - 4   | FC Lorient                                                                       |                                                                             |                                                                             |
| 9 mai 2015 20h00 |           | (0 - 2) | Mehdi Mostefa 12e · Romain Philippoteaux 34e · Lamine Koné 55e · Jordan Ayew 84e | Stade Saint-Symphorien, Metz Spectateurs : 16 986 Arbitrage : Wilfried Bien | Stade Saint-Symphorien, Metz Spectateurs : 16 986 Arbitrage : Wilfried Bien |
| 9 mai 2015 20h00 | (rapport) |         |                                                                                  | Stade Saint-Symphorien, Metz Spectateurs : 16 986 Arbitrage : Wilfried Bien | Stade Saint-Symphorien, Metz Spectateurs : 16 986 Arbitrage : Wilfried Bien |

| 37e journée       | AS Monaco                               | 2 - 0   | FC Metz |                                                                       |                                                                       |
| 16 mai 2015 21h00 | Bernardo Silva 45e · Valère Germain 88e | (1 - 0) |         | Stade Louis-II, Monaco Spectateurs : 8 627 Arbitrage : Amaury Delerue | Stade Louis-II, Monaco Spectateurs : 8 627 Arbitrage : Amaury Delerue |
| 16 mai 2015 21h00 | (rapport)                               |         |         | Stade Louis-II, Monaco Spectateurs : 8 627 Arbitrage : Amaury Delerue | Stade Louis-II, Monaco Spectateurs : 8 627 Arbitrage : Amaury Delerue |

| 38e journée       | FC Metz                | 1 - 4   | Lille OSC                                                            |                                                                                 |                                                                                 |
| 23 mai 2015 21h00 | José Luis Palomino 83e | (0 - 3) | Florent Balmont 40e · Idrissa Gueye 41e · Nolan Roux 44e, 69e (pen.) | Stade Saint-Symphorien, Metz Spectateurs : 15 939 Arbitrage : Bartolomeu Varela | Stade Saint-Symphorien, Metz Spectateurs : 15 939 Arbitrage : Bartolomeu Varela |
| 23 mai 2015 21h00 | (rapport)              |         |                                                                      | Stade Saint-Symphorien, Metz Spectateurs : 15 939 Arbitrage : Bartolomeu Varela | Stade Saint-Symphorien, Metz Spectateurs : 15 939 Arbitrage : Bartolomeu Varela |

### Coupe de France

#### Les matchs
| 1/32 de finale       | Épinal            | 1 - 2   | FC Metz                           |                                                                       |                                                                       |
| 4 janvier 2015 13h45 | Youcef Touati 11e | (1 - 1) | Guido Milán 15e Guirane N'Daw 53e | La Colombière, Épinal Spectateurs : 3 000 Arbitrage : Frank Schneider | La Colombière, Épinal Spectateurs : 3 000 Arbitrage : Frank Schneider |
| 4 janvier 2015 13h45 | (rapport)         |         |                                   | La Colombière, Épinal Spectateurs : 3 000 Arbitrage : Frank Schneider | La Colombière, Épinal Spectateurs : 3 000 Arbitrage : Frank Schneider |

| 1/16 de finale        | US Avranches | 0 - 3 (prol.) | FC Metz                                                 |                                                              |                                                              |
| 20 janvier 2015 18h30 |              | (0 - 1)       | Guirane N'Daw 94e Bouna Sarr 96e Kevin Schur 115e (csc) | Stade René Fenouillère, Avranches Arbitrage : Antony Gautier | Stade René Fenouillère, Avranches Arbitrage : Antony Gautier |
| 20 janvier 2015 18h30 | (rapport)    |               |                                                         | Stade René Fenouillère, Avranches Arbitrage : Antony Gautier | Stade René Fenouillère, Avranches Arbitrage : Antony Gautier |

| 1/8 de finale         | FC Metz   | 0 - 0 (3-4 t.a.b.) | Brest |                                                                             |                                                                             |
| 12 février 2015 19h45 |           | (0 - 0)            |       | Stade Saint-Symphorien, Metz Spectateurs : 6 078 Arbitrage : Amaury Delerue | Stade Saint-Symphorien, Metz Spectateurs : 6 078 Arbitrage : Amaury Delerue |
| 12 février 2015 19h45 | (rapport) |                    |       | Stade Saint-Symphorien, Metz Spectateurs : 6 078 Arbitrage : Amaury Delerue | Stade Saint-Symphorien, Metz Spectateurs : 6 078 Arbitrage : Amaury Delerue |

### Coupe de la Ligue

#### Les matchs
| 1/16 de finale        | OGC Nice                                                                     | 3 - 3 · (2-3 t.a.b.) · 2 - 3 t. a. b. | FC Metz                                                            |                                                                    |                                                                    |
| 29 octobre 2014 18h30 | Neal Maupay 20e Alexy Bosetti 37e Darío Cvitanich 88e (pen.)                 | (2 - 3)                               | José Luis Palomino 5e Yeni N'Gbakoto 13e Thibaut Vion 17e          | Allianz Riviera, Nice Spectateurs : 9 560 Arbitrage : Ruddy Buquet | Allianz Riviera, Nice Spectateurs : 9 560 Arbitrage : Ruddy Buquet |
| 29 octobre 2014 18h30 | (rapport)                                                                    |                                       |                                                                    | Allianz Riviera, Nice Spectateurs : 9 560 Arbitrage : Ruddy Buquet | Allianz Riviera, Nice Spectateurs : 9 560 Arbitrage : Ruddy Buquet |
| 29 octobre 2014 18h30 | Mathieu Bodmer Darío Cvitanich Alassane Pléa Valentin Eysseric Alexy Bosetti | Tirs au but 2 - 3                     | Florent Malouda Cheick Doukouré Sylvain Marchal José Luis Palomino | Allianz Riviera, Nice Spectateurs : 9 560 Arbitrage : Ruddy Buquet | Allianz Riviera, Nice Spectateurs : 9 560 Arbitrage : Ruddy Buquet |

| 1/8 de finale          | FC Nantes                                                                           | 4 - 2 · (prol.) | FC Metz                             |                                                                      |                                                                      |
| 16 décembre 2014 21h00 | Oswaldo Vizcarrondo 71e Serge Gakpé 83e (pen.) Johan Audel 92e Ismaël Bangoura 118e | (0 - 0)         | Juan Falcón 60e Cheick Doukouré 62e | La Beaujoire, Nantes Spectateurs : 12 601 Arbitrage : Amaury Delerue | La Beaujoire, Nantes Spectateurs : 12 601 Arbitrage : Amaury Delerue |
| 16 décembre 2014 21h00 | (rapport)                                                                           |                 |                                     | La Beaujoire, Nantes Spectateurs : 12 601 Arbitrage : Amaury Delerue | La Beaujoire, Nantes Spectateurs : 12 601 Arbitrage : Amaury Delerue |